# セレモニー (スプーキー・トゥース&ピエール・アンリのアルバム)
『セレモニー』（Ceremony）は、イギリスのバンド、スプーキー・トゥースがフランスの現代音楽家ピエール・アンリと連名で1969年に発表したスタジオ・アルバム。スプーキー・トゥースとしては通算3作目のアルバムだが、バンド側は当初、スプーキー・トゥースの正式なアルバムとしてはリリースしないことを条件に制作を開始した。

## 背景
カトリック教会のミサを題材とした作品で、音楽的には電子音楽やミュージック・コンクレートといった現代音楽の手法が押し出された。本作の制作は、スプーキー・トゥースがモーガン・スタジオでレコーディングを行った後、テープがアンリに送られて仕上げが行われるというプロセスで行われた。最終的には、バンドの意向に反してアンリとスプーキー・トゥースの連名でリリースされ、そのことからゲイリー・ライトはアイランド・レコードのプロデューサーのクリス・ブラックウェルと対立を深め、一度バンドを脱退した。

## 反響・評価
アメリカでは、1970年4月25日付のBillboard 200で最高92位を記録した。マーク・アランはオールミュージックにおいて5点満点中3点を付け「ゲイリー・ライトは『セレモニー』を最後にバンドを脱退したが、アンリの無調音楽的な編曲は、スプーキー・トゥースの強烈なギターとブルージーな嗚咽を酷く損なっているわけではない」と評している。

## 収録曲
全曲ともゲイリー・ライトとピエール・アンリの共作。
1. ハヴ・マーシー - "Have Mercy" - 7:55
2. ジュビレーション - "Jubilation" - 8:26
3. コンフェッション - "Confession" - 6:48
4. プレイヤー - "Prayer" - 10:52
5. オファリング - "Offering" - 3:27
6. ホサナ - "Hosanna" - 7:32

## 参加ミュージシャン
- ピエール・アンリ - ミュージック・コンクレート、エレクトロニクス
- ゲイリー・ライト - ボーカル、オルガン
- マイク・ハリソン - ボーカル
- ルーサー・グロヴナー - ギター
- アンディ・リー - ベース
- マイク・ケリー - ドラムス